# Travelling avant
Travelling avant é um filme francês de comédia dramática de 1987 dirigido por Jean-Charles Tacchella.

## Elenco
- Thierry Frémont como Nino
- Ann-Gisel Glass como Barbara
- Simon de La Brosse como Donald
- Sophie Minet como Angele
- Laurence Côte como Janine
- Luc Lavandier como Gilles
- Nathalie Mann como Vicky
- Jacques Serres como Roger
- Alix de Konopka como Wanda
- Jean-Michel Molé como O dono do cinema
- Catherine Hubeau como mãe de Donald

## Prêmios e indicações
1988 - Festival Internacional de Cinema de Istambul
- Tulipa Dourada